# Гілязова Найля Файзрахманівна
Найля Файзрахманівна Гілязова (2 січня 1953 , Казань, Татарська АРСР, РРФСР, СРСР ) — радянська фехтувальниця на рапірах, олімпійська чемпіонка 1976 року, срібна призерка Олімпійських ігор 1980 року, чемпіонка світу.

## Виступи на Олімпіадах
| Олімпіада     | Дисципліна           | Місце |
| ------------- | -------------------- | ----- |
| Монреаль 1976 | командна рапіра      | 1     |
| Москва 1980   | індивідуальна рапіра | 9     |
| Москва 1980   | командна рапіра      | 2     |